# Tapio Nurmela
Tapio Juhani Nurmela (Rovaniemi, 2 de enero de 1975) es un deportista finlandés que compitió en esquí en la modalidad de combinada nórdica. 
Participó en dos Juegos Olímpicos de Invierno, obteniendo una medalla de plata en Nagano 1998, en la prueba por equipo (junto con Samppa Lajunen, Jari Mantila y Hannu Manninen), y el octavo lugar en Lillehammer 1994, en la misma prueba.
Ganó dos medallas en el Campeonato Mundial de Esquí Nórdico, oro en 1999 y plata en 1997.

## Palmarés internacional
| Juegos Olímpicos   | Juegos Olímpicos    | Juegos Olímpicos | Juegos Olímpicos         |
| Año                | Lugar               | Medalla          | Prueba                   |
| ------------------ | ------------------- | ---------------- | ------------------------ |
| 1998               | Nagano (Japón)      | Medalla de plata | TN + 4 × 5 km por equipo |
| Campeonato Mundial |                     |                  |                          |
| Año                | Lugar               | Medalla          | Prueba                   |
| 1997               | Trondheim (Noruega) | Medalla de plata | TN + 4 × 5 km por equipo |
| 1999               | Ramsau (Austria)    | Medalla de oro   | TN + 4 × 5 km por equipo |